# Mułowy Próg

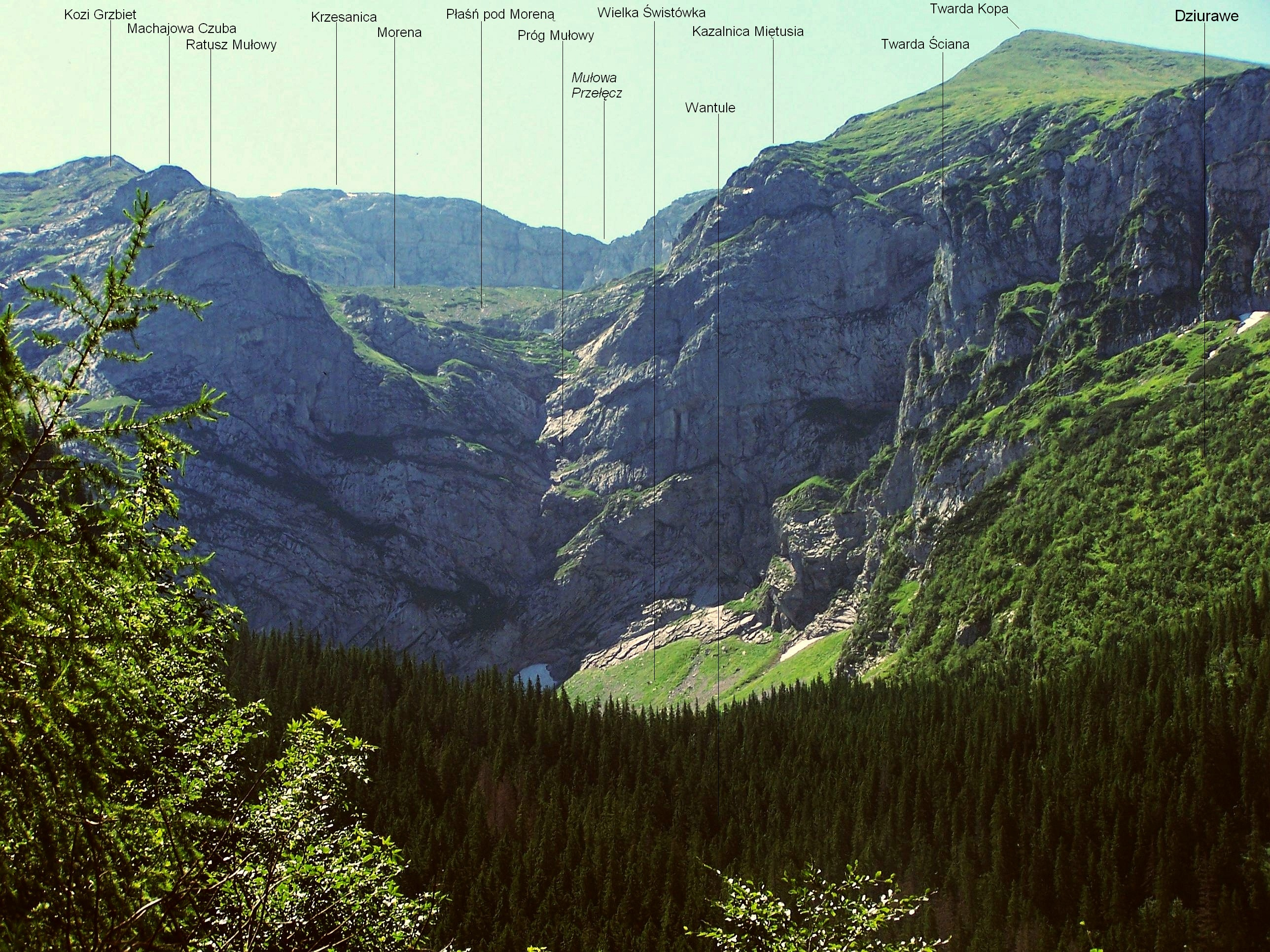
Dolina Miętusia. W głębi Mułowy Próg

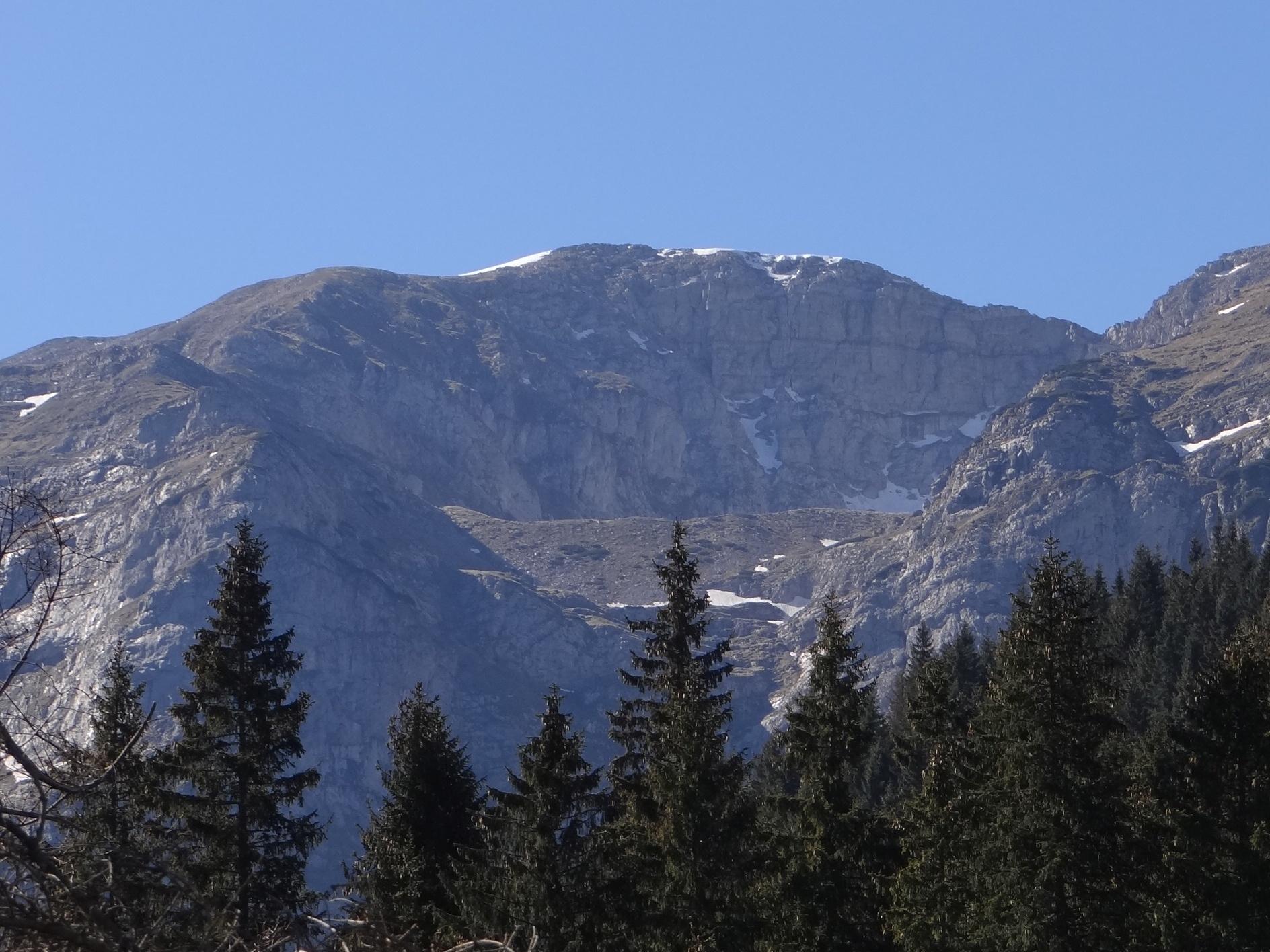

Mułowy Próg, Mułowe Spady – najwyższy i jeden z najbardziej urwistych progów dolinnych w Tatrach. Oddziela niżej położoną Wielką Świstówkę w Dolinie Miętusiej od Doliny Mułowej zawieszonej w zboczach Czerwonych Wierchów. Jego wysokość to około 210 metrów – od 1490 do 1700 m. Z jednej strony próg dochodzi do urwisk Mułowego Ratusza, z drugiej do Kazalnicy Miętusiej. Próg jest poprzecinany na różnych wysokościach trawiastymi zachodami.
W progu znajduje się kilka jaskiń, m.in.: Ptasia Studnia, Jaskinia Lodowa Mułowa, Szczelina w Progu Mułowym, Schron w Progu Mułowym, Studnia w Progu Mułowym, Jaskinia przy Progu Mułowym.
Pierwsze przejścia przez próg do Doliny Mułowej:
- letnie: Wiktor Kuźniar przed I wojną światową,
- zimowe: Józef Januszkowski i Maciej Mischke, 21 kwietnia 1956 r.[2]

Drugim z progów w górnych partiach Doliny Miętusiej jest Litworowy Próg.